# Furius Baco
Furius Baco és una muntanya russa instal·lada al parc temàtic PortAventura Park, a Salou i Vila-seca. Va ser la muntanya russa més ràpida d'Europa des de la seva inauguració fins a l'agost de 2009, i una de les de més acceleració del món. El nom fa referència a Baco, déu del vi.
Furius Baco és una muntanya russa amb llançament hidràulic construïda per Intamin AG de PortAventura. Va ser inaugurada el 7 de juny del 2007 pel motorista Valentino Rossi. La muntanya russa, ubicada a l'àrea de Mediterrània, permet arribar a una velocitat de 135 km/h en sols 3,5 segons. Amb aquesta velocitat supera l'anterior atracció que tenia el rècord de muntanya russa més ràpida, Stealth de Thorpe Park (Regne Unit). Furius Baco és a més la muntanya russa sense terra més ràpida del món i l'atracció més baixa construïda per Intamin AG.
L'atracció consta de grans corbes amb un llarg inline twist i finalment, una gran corba per sobre del llac. Els seients, que estan col·locats d'una manera diferent a les atraccions d'Intamin AG, se situen adossats al costat del rail i tenen forma de barril. Això fa que el passatger senti una intensa sensació de no trepitjar terra.
Fa 850 metres de llargada, el seu recorregut es fa en 31 segons i va costar 15 milions d'euros. Concebuda com l'atracció estrella de l'any 2007, Furius Baco es va obrir finalment el juny amb molta expectació. Coincidint amb el GP de motociclisme de Catalunya, pilots com Valentino Rossi van ser-hi el dia de la seva inauguració.

## Descripció
Es caracteritza per tenir una disposició diferent dels seients en comparació amb altres construccions acceleradores Intamin. Els seients són als laterals del carro central i de la via, que permet una major adaptació al tema amb els seients en forma de barrils. Tot això provoca una sensació floorless (sense terra), ja que la via no és ni a dalt ni a baix. Se'n diu wing walker, que traduït voldria dir 'caminador d'ales'.

## Argument
L'argument s'explica en rimes il·lustrades recordant una auca que es van descobrint al llarg de la cua. A la masia dels Ventura, l'hereu de la família dissenya una màquina. La seva família treballa en una vinya, i amb aquest invent espera guanyar molts diners. Ara bé, la màquina, que serveix per transportar bótes de vi, necessita un contrapès per funcionar correctament. L'inventor decideix utilitzar humans com a contrapès, però tot surt malament, ja que Manàs, el seu mico, desajusta accidentalment la velocitat. Aleshores l'inventor surt disparat mentre la pantalla s'omple de vi i s'accelera fins a una velocitat de 135 km/h en només 3,5 segons.

## Temàtica
L'atracció Furius Baco es troba a l'àrea de benvinguda de Port Aventura, a la Mediterrània. La muntanya russa està rodejada de vinyes, i s'hi entra a través de les cases del poble de pescadors fins a arribar a la gran masia habitada per l'inventor boig i el seu mico Manàs. La casa, situada a sobre d'un turó envoltat de vinyes i jardins de flors. L'edifici reprodueix les cases de camp catalanes, tant l'interior com l'exterior. El recorregut de l'atracció passa entre la masia, les cases, els camps de vinya i el bosc del costat. Tots aquests elements es travessen a gran velocitat. També es passa a poca distància de les trinxeres i el llac del parc, la qual cosa provoca una gran sensació de velocitat i xoc. Com a elements temàtics hi trobem la decoració de les cues, l'estació i el recorregut.

## Recorregut
Un cop s'ha pujat als seients en forma de barril, el tren avança uns quants metres a poc a poc fins a arribar a una sala on es mostra la història de l'inventor i el seu mico. El tren avança xino-xano fins a una sala pre-show per a deixar que els del segon tren baixin i pugin els següents. Aquesta zona es caracteritza per la tematització plena d'engranatges i la història de la qual hem parlat a l'apartat 'Argument' que porten a l'arrencada. L'arrencada és un dels punts forts de l'atracció, ja que arriba a una velocitat de 135 km/h en 3,5 segons. Se superen els 1,1G de força i un cop agafada la velocitat amb una baixadeta ens col·loquem en el primer gir de dreta, possiblement el de més radi i gran longitud. El revolt enllaça amb unes quantes 'S' i creua per sobre de la via per a fer l'últim tram, que consta d'un In Line Twist que acaba en un espectacular revolt sobre del llac, que condueix a una zona de frens per tornar a entrar a l'estació. Per veure com fa el recorregut des de la primera fila podem veure aquest vídeo gravat per un videoaficionat: Recorregut Furius Baco (castellà)
Furius Baco té 850 metres de longitud, i dura 31 segons.